# Baker Lake (Washington)
Der Baker Lake ist ein Stausee im nördlichen Teil des US-Bundesstaats Washington. Der See liegt im Mount Baker-Snoqualmie National Forest  und im Baker River Valley südwestlich des North Cascades National Park; er wird vom Baker River sowie vielen kleineren Zuflüssen gespeist. Der See liegt etwa 16 km nördlich von Concrete.
Der See hat eine Fläche von 19 Quadratkilometern und enthält etwa 320 Mio. m³ Wasser. Der Wasserspiegel schwankt jährlich durchschnittlich um etwa zwölf Meter. Der ehemals kleinere Wasserkörper wurde 1959 im Zusammenhang mit dem Bau des Upper Baker Dam vergrößert und der Wasserspiegel um etwa 95 m angehoben. Der Damm ist eine Gewichtsstaumauer aus Beton und enthält ein Wasserkraftwerk mit einer Leistung von 91 Megawatt.

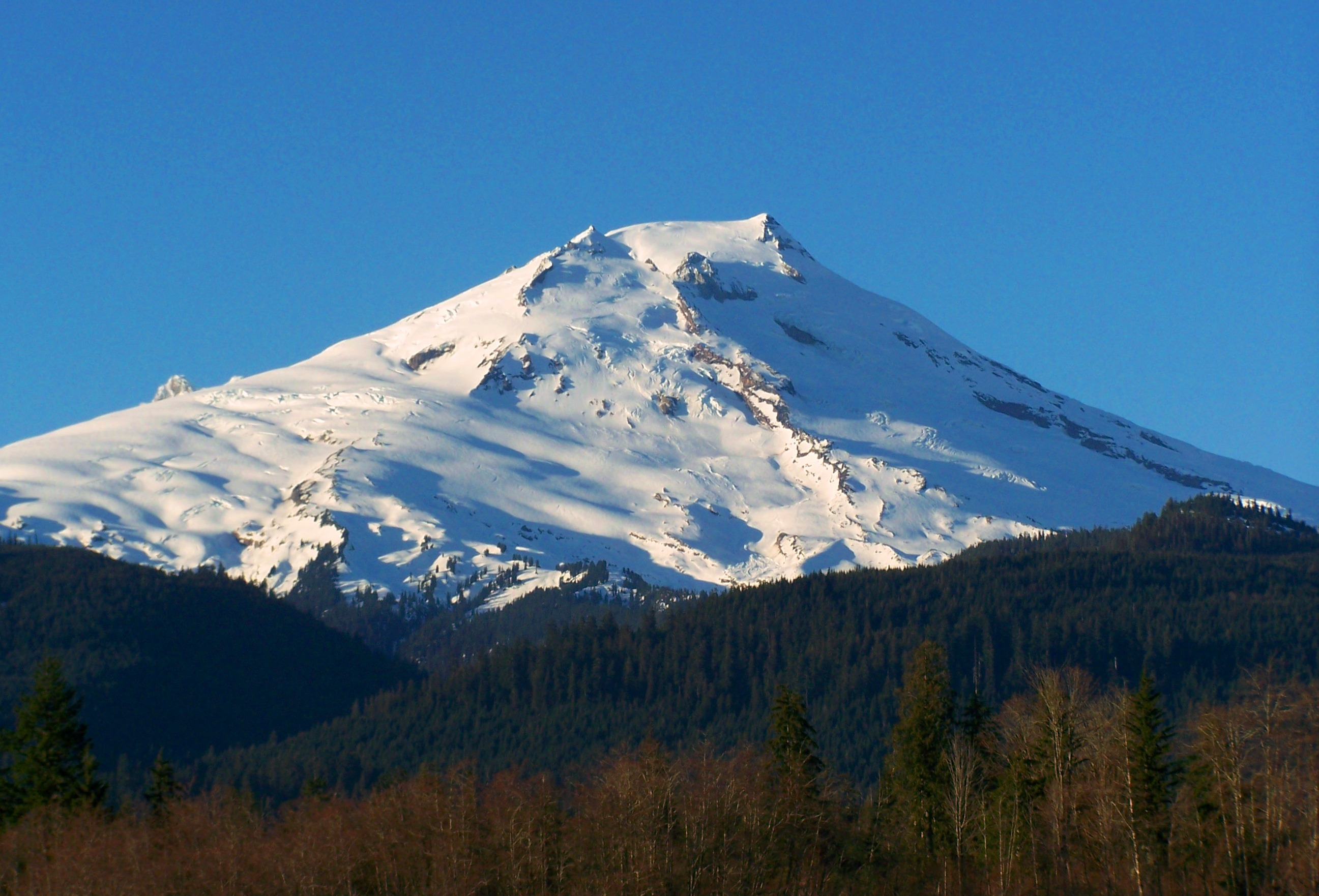
Mount Baker vom Baker Lake aus gesehen

Der Baker Lake ist ein beliebtes Erholungsziel für Angler, Camper und Bootfahrer aus den angrenzenden Countys Whatcom und Skagit. Im Gebiet um den Baker Lake liegt auch der Swift Creek Campground mit 55 privaten Plätzen für Zelte oder Wohnmobile, zwei Gruppenplätzen sowie einer Slipanlage und einer Marina. Der Campingplatz befindet sich auf halbem Weg hoch zum Mt. Baker am See gegenüber dem Park Creek. Vorher war er als Baker Lake Resort und Tarr’s Resort bekannt. Er liegt vollständig innerhalb des Mount Baker National Recreation Area.